# John Myers Felder
John Myers Felder (* 7. Juli 1782 in Orangeburg, Orangeburg County, South Carolina; † 1. September 1851 in Union Point, Georgia) war ein US-amerikanischer Politiker. Zwischen 1831 und 1835 vertrat er den Bundesstaat South Carolina im US-Repräsentantenhaus.

## Werdegang
John Felder besuchte bis 1804 die Yale University. Dort war er ein Zimmergenosse und Freund von John C. Calhoun. Nach einem anschließenden Jurastudium und seiner im Jahr 1808 erfolgten Zulassung als Rechtsanwalt begann er in Orangeburg in seinem neuen Beruf zu arbeiten. Während des Britisch-Amerikanischen Krieges von 1812 war er Major in der Staatsmiliz. Im gleichen Jahr wurde er Kurator des South Carolina College, der späteren University of South Carolina.
Neben seiner Anwaltstätigkeit begann Felder auch eine politische Laufbahn. In den Jahren 1812 bis 1816 sowie nochmals von 1822 bis 1824 war er Abgeordneter im Repräsentantenhaus von South Carolina. Dazwischen saß er von 1816 bis 1820 im Staatssenat. In den 1820er Jahren schloss er sich der Bewegung um den späteren Präsidenten Andrew Jackson an, der damals auch John C. Calhoun angehörte. Aus dieser ging 1828 die Demokratische Partei hervor. 1830 wurde Felder als deren Kandidat im vierten Wahlbezirk von South Carolina in das US-Repräsentantenhaus in Washington, D.C. gewählt, wo er am 4. März 1831 die Nachfolge von William D. Martin antrat. In dieser Zeit eskalierte der als Nullifikationskrise bekanntgewordene Konflikt zwischen dem Staat South Carolina und der von Präsident Jackson geführten Bundesregierung. Dabei ging es um die Frage, ob ein Einzelstaat, in diesem Falle South Carolina, das Recht habe, ein Bundesgesetz für sein Gebiet außer Kraft zu setzen. Die Befürworter dieser These wurden als „Nullifier“ bezeichnet. Zu dieser Gruppe, die von Calhoun angeführt wurde, gehörte auch John Felder. Bei den Wahlen des Jahres 1832 wurde er für diese Bewegung in seinem Mandat im Kongress bestätigt.
1834 verzichtete Felder auf eine weitere Kandidatur. In den folgenden Jahren war Felder in der Landwirtschaft und der Holzindustrie tätig. Von 1840 bis zu seinem Tod gehörte er erneut dem Senat von South Carolina an. John Felder starb am 1. September 1851 und wurde auf dem Familienfriedhof seiner früheren Plantage „Midway“ in der Nähe von Orangeburg beigesetzt.